# Hercules (1997)
Hercules ist der 35. abendfüllende Zeichentrickfilm der Walt Disney Studios und erschien im Jahr 1997. Er bezieht sich auf die Abenteuer der Figur Herkules aus der griechischen Mythologie.

## Handlung
Hercules wird als Sohn von Göttervater Zeus und Hera auf dem Olymp geboren. Hades, wortgewandter Gott der Unterwelt und mächtiger Widersacher und Bruder von Zeus, lässt Hercules auf die Erde entführen, da ihm durch die Moiren prophezeit wurde, dass nur Hercules seine Revolutionspläne vereiteln kann. So will er ihn durch seine Gehilfen Pech und Schwefel mit einer Flasche magischen Elixiers sterblich werden und anschließend töten lassen. Der Mordversuch schlägt fehl, weil das Baby die Flasche nicht vollständig austrinkt. So wächst Hercules zwar als Pflegekind des kinderlosen Ehepaars Amphitrion und Alkmene zu einem sterblichen Menschen heran, besitzt allerdings noch immer die Kraft der Götter.
Als junger Mann erfährt Hercules das Geheimnis seiner Herkunft und will sich nun als wahrer Held beweisen, um zum Olymp zurückkehren zu können. Hades, außer sich vor Wut, dass seine Gehilfen versagt haben, nimmt die Vernichtung von Hercules nun selbst in die Hand und konfrontiert ihn mit einer Anzahl von Monstern wie einem Zentauren, einer mehrköpfigen Hydra und anderen Ungeheuern. Durch die entsprechende Ausbildung und mit Hilfe des ehemaligen Heldenausbilders Philoctetes, einem Satyr (halb Mensch, halb Ziege), genannt Phil, gelingt es Hercules, die Ungeheuer zu töten und ein ungeheures Maß an Ruhm, Beliebtheit und Vermögen zu erringen.
Auf seinem Weg zum Helden verliebt sich Hercules in Megara, genannt Meg, ohne zu ahnen, dass sie, wenn auch nicht ganz freiwillig, zu Hades’ Gefolgsleuten gehört. Mit ihrer Hilfe gelingt es dem Gott, Hercules dazu zu bringen, für eine gewisse Zeit auf seine Kräfte zu verzichten. Unter der Bedingung, dass Meg nichts geschieht, willigt er ein. Der Olymp scheint bei der Entscheidungsschlacht der Götter gegen die Titanen unter Hades’ Herrschaft zu fallen. Der einäugige Zyklop soll Hercules töten, doch Megara und Hercules’ fliegender Pferdefreund Pegasus holen Phil zurück, der nach einem vorangegangenen Streit zurück in seine Heimat kehren wollte. Hercules bleibt trotz seiner fehlenden Götterkraft Sieger und erringt diese wieder, als Meg sich opfert, um Hercules vor einer niederstürzenden Säule zu retten. Hercules gewinnt die Entscheidungsschlacht für die Götter, verliert aber zunächst Meg, deren Lebensfaden durch die Moiren derweil zerschnitten wurde.
Nun ist Hercules auch bereit, sein eigenes Leben zu geben, um Megs Seele aus der Unterwelt zu retten, was ihn zu einem wahren Held werden lässt. Seine Götterkraft rettet ihn vor dem Sterben, als er Megs Seele aus dem Totenfluss zurückholt. Letztendlich schlägt Hercules Hades in den Totenfluss, wo dieser von den darin hinterbliebenen Seelen in die Tiefe des Totenflusses getrieben wird. Gemeinsam werden sie auf den Olymp getragen. Obwohl von seinen Eltern und allen anderen Göttern gefeiert und bewundert, verzichtet er auf seine Unsterblichkeit, um mit Meg zusammen auf der Erde leben zu können. Phils großer Traum, den größten Helden aller Zeiten trainiert zu haben, erfüllt sich ebenfalls, indem Hercules’ Bild, aus Sternen gefertigt, am Nachtfirmament erstrahlt.

## Lieder
- Jedes Wort ist wahr (orig. The Gospel Truth) – Gesungen von den Musen. Der Beginn des Films wird szenenweise von den Musen erzählt und kommentiert.
- Ich werd’s noch beweisen (orig. Go the Distance) – Gesungen von Hercules. Da er anders ist, wird er von keinem akzeptiert. Er nimmt sich jedoch vor, dies irgendwann einmal zu ändern. Eine Reprise folgt auf dem Weg zu Phil, um ein wahrer Held zu werden.
- Bleibt nur eine Hoffnung (orig. One Last Hope) – Gesungen von Phil, während des Trainings mit Hercules.
- In Sekunden auf 100 (orig. Zero to Hero) – Gesungen von den Musen, als Hercules’ Erfolgssträhne beginnt und kein Ende nimmt.
- Ich will keinen Mann (orig. I Won't Say I'm in Love) – Gesungen von Meg und den Musen. Diese wollen sie davon überzeugen, dass sie sich in Hercules verliebt hat.
- Ein Stern geht auf (orig. A Star Is Born) – Gesungen von den Musen. Der Song beendet den Film.

## Mythologische Bezüge
- In der griechischen Mythologie heißt die Figur Herakles, erst die Römer machten daraus Hercules.
- Disney erlaubte sich große Freiheiten, da das Originalmaterial teilweise als ungeeignet für junge Zuschauer angesehen wurde, beispielsweise die Zeugung von Herkules durch einen Gott, der sich als Ehemann einer Sterblichen ausgibt, und die Versuche seiner Stiefmutter Hera, Herkules umzubringen. Disney benutzte auch verschiedene Stereotypen in der Gestaltung des Aussehens der griechischen Götter, zum Beispiel mit Poseidon als Fisch. Außerdem ist Hades eigentlich kein Feind des Zeus beziehungsweise kein böser Teufel, sondern einfach ein Gott, der seine Arbeit macht.
- Herkules Mutter ist eigentlich die sterbliche Alkmene.
- Die drei Moiren sind auch an die drei Graien angelehnt, da sie ihr einziges Auge weiterreichen, welches in der Mythologie von Perseus in den Tritonsee geworfen wird.
- Herakles’ Pferd war laut den Mythen Areion; im Film ist es Pegasus.
- Im Film sind nur fünf Musen vertreten, während es in der Mythologie insgesamt neun sind.

## Hintergrund
Die Figuren entwarf der britische Karikaturist Gerald Scarfe (u. a. Pink Floyds The Wall). Mit seinem eigenwilligen visuellen Stil hebt sich der Film so deutlich von anderen Disney-Filmen ab. Die Zeichner haben einige Verweise auf anderen Disneyfilmen versteckt. So taucht zum Beispiel das Löwenfell von Scar aus dem König der Löwen in der Szene auf, in der Hercules auf eine Vase gemalt werden soll. Auch haben die Regisseure John Musker und Ron Clements einen Stimmencameo, als Hercules den Marktplatz ohne bösen Willen zerstört.
Die deutsche Synchronisation gab die FFS Film- & Fernseh-Synchron in München in Auftrag. Frank Lenart war für Dialogbuch und -regie verantwortlich, Andreas Hommelsheim für die musikalische Leitung.
Hercules hatte am 14. Juni 1997 seine Premiere, die deutsche Erstaufführung folgte am 20. November 1997. Am 13. August 1998 erschien er auf Video sowie am 23. März 2000 auf DVD. Am 24. Oktober 2013 ist eine Blu-ray erschienen, welche den Film erstmals in 1080p und mit einer Surround-Abmischung in DTS-HD High Resolution Audio 5.1 enthält.
Basierend auf dem Film entstand eine gleichnamige Zeichentrickserie. 1999 wurden drei Folgen davon unter dem Titel Hercules: Zero to Hero als Heimvideo verkauft. Figuren aus dem Film treten zudem in einigen Folgen von Mickys Clubhaus und in bisher sieben Computerspielen der Kingdom-Hearts-Serie auf.

## Synchronisation
| Rolle                     | Englischer Sprecher | Deutscher Sprecher                        |
| ------------------------- | ------------------- | ----------------------------------------- |
| Hercules                  | Tate Donovan        | Til Schweiger                             |
| Junger Hercules           | Josh Keaton         | Dominik Auer                              |
| Junger Hercules (Gesang)  | Roger Bart          | Fredrik Lycke                             |
| Philoctetes               | Danny DeVito        | Mogens von Gadow                          |
| Hades, Gott der Unterwelt | James Woods         | Arne Elsholtz                             |
| Megara                    | Susan Egan          | Jasmin Tabatabai                          |
| Zeus                      | Rip Torn            | Wolfgang Dehler                           |
| Pech                      | Bobcat Goldthwait   | Stefan Jürgens                            |
| Schwefel                  | Matt Frewer         | Mirco Nontschew                           |
| Hera, Hercules’ Mutter    | Samantha Eggar      | Viktoria Brams                            |
| Nessus                    | Jim Cummings        | Oliver Stritzel                           |
| Pegasus, Hydra, Zerberus  | Frank Welker        | Frank Welker                              |
| Hermes                    | Paul Shaffer        | Osman Ragheb                              |
| Alkmene                   | Barbara Barrie      | Ute Cremer                                |
| Amphitryon                | Hal Holbrook        | Klaus Abramowsky                          |
| Zyklop                    | Patrick Pinney      | Donald Arthur                             |
| Muse Thalia               | Roz Ryan            | Jocelyn B. Smith                          |
| Muse Klio                 | Vaneese Y. Thomas   | Tina Schitto                              |
| Muse Kalliope             | Lilias White        | Katrin Fröhlich Sabine Hettlich (Gesang)  |
| Muse Melpomene            | Cheryl Freeman      | Ute Becker                                |
| Muse Terpsichore          | LaChanze Sapp       | Sandra Schwittau Gundula Ulbrich (Gesang) |
| Clotho                    | Carole Shelley      | Hannelore Gray                            |
| Atropos                   | Amanda Plummer      | Eva Maria Bayerwaltes                     |
| Lachesis                  | Paddi Edwards       | Eva Gelb                                  |
| Erzähler                  | Charlton Heston     | Alexander Kerst                           |

## Rezeption
„Er greift auf eine für amerikanische Sehgewohnheiten zurechtgestutzte Mythologie mit flach entwickelten Charakteren zurück, die nur gelegentlich Humor entwickelt und in erster Linie mit kurzlebigen Kalauern zu unterhalten versucht. Tricktechnisch durchaus hochrangig, trägt der Film zwar unverkennbar die Handschrift des Disney-Studios, ist jedoch kaum noch von dessen Philosophie geprägt.“

Hercules wurde 1998 für einen Golden Globe und einen Oscar, jeweils in der Kategorie Best Original Song, für das Lied „Go The Distance“ nominiert. Die Deutsche Film- und Medienbewertung (FBW) vergab das Prädikat „besonders wertvoll“. Weitere Auszeichnungen sind:
- 1998: Golden Reel Award der Motion Picture Sound Editors für das Beste Sound Editing
- 1998: Goldene Leinwand
- 1997: Los Angeles Film Critics Association Award für die Beste Animation
- 1997: Annie Award für Beste Regie, Beste Charakteranimation, Beste Effektanimation und Beste Produktion